# La Unión (stad)
La Unión is een havenstad en gemeente in El Salvador. Het is de hoofdplaats van het gelijknamige department.
La Unión telt 36.500 inwoners.
De stad ligt aan de Golf van Fonseca.